# 建三江站
建三江站，位于中华人民共和国黑龙江省佳木斯市富锦市建三江分局局直，是福前铁路上的火车站，建于1974年，由哈尔滨铁路局佳木斯车务段管辖。目前有8班旅客列车在本站办理客运业务。

## 車站周邊
- 富锦建三江客运站
- 中国邮政储蓄银行建三江农场场部大楼营业所
- 中国电信站前路电信营业厅
- 中国邮政储蓄银行建三江利民支行
- 建三江局直子弟学校
- 中国建设银行建三江支行
- 三江国际购物广场
- 中国邮政储蓄银行中央大街支行
- 中国联通中央大街合作厅
- 中国移动七星店
- 龙江银行建三江支行
- 中国农业银行建三江支行营业所
- 中国移动迎宾营业厅
- 哈尔滨银行农垦分行
- 格林豪泰酒店富锦建三江店
- 中国农业银行银辉分理处
- 建三江社会保险事业管理局
- 黑龙江省建三江垦区物价分局

## 歷史
- 建于1974年。

## 外部連結
- 中国铁路客户服务中心 （页面存档备份，存于）